# Brits rugby sevensteam (vrouwen)
Het Britse rugby sevensteam is een team van rugbyers dat Verenigd Koninkrijk vertegenwoordigt tijdens de Olympische Zomerspelen.

## Olympische Zomerspelen
Verenigd Koninkrijk behaalde tijdens de Olympische Zomerspelen 2016 en 2020 de vierde plaats.
- OS 2016: vierde
- OS 2020: vierde
- OS 2024: zevende